# 浪曲十八番
『浪曲十八番』（ろうきょく じゅうはちばん）は、NHKで1972年10月12日から放送されている演芸番組である。
1972年10月12日から2011年3月まではNHKラジオ第1放送にて、同年4月以後はNHK-FM放送にて放送されている。

## 概要
日本古来からの話芸である浪曲の名作の数々をベテラン・中堅どころの浪曲師が毎週週替わりで25分間（2011年4月7日より30分）にわたって演じる。
ラジオ放送で現存する定期の浪曲番組は、「おはよう浪曲」終了後、定期放送はこの番組だけである。

## 放送日時
- 2011年3月まで
  - ラジオ第1放送：木曜 21:30 - 21:55
  - ラジオ第2放送（再放送）：土曜 15:35 - 16:00

かつてはラジオ第1放送で日曜の15:30から放送されていたが、「サンデージョッキー」の当時の第1部の終了時間が15:30から15:55に変更された際、上記の時間帯に変更された。
- 2011年4月から2013年3月まで
  - FM放送：木曜 11:00 - 11:30
  - FM放送（再放送）：金曜 5:20 - 5:50

FM放送への移行にあわせてテーマ曲も変更されている。
2012年4月から、千葉局のみ、地域情報番組編成の都合上初回放送は行わず、再放送の時間帯が初回扱いとなる。
- 2013年4月から
  - FM放送：木曜 11:20 - 11:50
  - FM放送（再放送）：金曜 5:20 - 5:50
- 2019年4月から2023年3月まで
  - FM放送：木曜 11:20 - 11:50

再放送枠が廃止されたため、千葉局では事実上の放送打ち切りとなり、らじる★らじるやradikoのIPサイマルラジオまたは東京本局や横浜局などの他地域向けNHK-FM放送での代替聴取となった[1]。
- 2023年4月から
  - FM放送：月曜 11:25 - 11:50

時間変更に伴い、千葉局では事実上の放送再開となる。